# Humanicide
Humanicide è il nono album in studio del gruppo thrash metal statunitense Death Angel, pubblicato nel 2019.

## Tracce
1. Humanicide – 5:42
2. Divine Defector – 3:24
3. Aggressor – 5:11
4. I Came for Blood – 3:12
5. Immortal Behated – 6:08
6. Alive and Screaming – 3:36
7. The Pack – 3:33
8. Ghost of Me – 4:34
9. Revelation Song – 5:33
10. Of Rats and Men – 4:08
11. The Day I Walked Away (bonus track) – 3:29

## Formazione
- Mark Osegueda – voce
- Rob Cavestany – chitarra, cori
- Ted Aguilar – chitarra
- Damien Sisson – basso
- Will Carroll – batteria